# Anaconda (episodio de Los 100)
«Anaconda» es el octavo episodio de la séptima temporada de la serie de televisión estadounidense de The CW, Los 100. El episodio sirvió como piloto de puerta trasera para una posible serie derivada de Los 100 ambientada 97 años antes del inicio de la serie original. El mismo fue dirigido por Ed Fraiman y escrito por Jason Rothenberg. Fue filmado en locaciones de Vancouver (Columbia Británica, Canadá). Las referencias a elementos de Los 100 se acentuaron en gran medida en el episodio, ya que los productores esperaban llenar espacios en blanco de la serie original. «Anaconda» se emitió por The CW en Estados Unidos el 8 de julio de 2020 y fue visto en vivo por una audiencia de 670 mil espectadores. Aunque recibió críticas generalmente positivas, el canal de televisión optó por no seguir adelante con el proyecto.
«Anaconda» ofrece información a través de una serie de analepses sobre el misterioso pasado de la formación de los Terrestres y cómo sobrevivieron al apocalipsis nuclear. En el pasado, Callie Cadogan (Iola Evans), alentada por Becca Franco (Erica Cerra), huye de su padre, Bill Cadogan (John Pyper-Ferguson), y su culto llamado Segundo Amanecer para repoblar la Tierra mientras Bill parte hacia Bardo a través de la Anomalía. En el presente, Clarke (Eliza Taylor), Raven (Lindsey Morgan), Jordan (Shannon Kook), Nathan (Jarod Joseph) y Niylah (Jessica Harmon) se enfrentan a Bill y sus Discípulos en Bardo y exigen que les entreguen a sus amigos. El episodio presenta al elenco principal de la serie derivada como actores invitados.

## Trama

### En Bardo
Clarke conoce al Pastor, quien de hecho es Bill Cadogan del Segundo Amanecer, y ella lo reconoce por la tableta de Jaha. Cadogan entiende Trigedasleng (el idioma de los Terrestres) porque fue creado por su hija Calliope. Gabriel le explica a Clarke que «la clave» es la IA en la Llama (ALIE 2.0).

### En la Tierra
En analepses, la hija de Bill Cadogan, Callie, está en una videollamada con Bill cuando se revela que las bombas están en el aire. Callie y su madre, Grace, se dirigen al búnker del Segundo Amanecer, dejando atrás a la amiga de Callie, Lucy, porque no está en el nivel 12 del culto. Una vez que llega al búnker, Callie descubre que hay espacio para más personas. Ella y otro chico, August, intentan abrir el búnker para dejar entrar a más personas, pero son detenidos por Reese, el hermano de Callie, y Tristán, un fiel cultista. En las habitaciones de Cadogan, Bill revela la Piedra de Anomalía, que robó de Machu Picchu y cree que le permitirá salvar a la raza humana. Él revela que ha intentado más de un millón de combinaciones, pero no ha logrado obtener los siete símbolos correctos.
Dos años más tarde, Callie, Reese, August y Tristán, sin autorización de Cadogan, hurgan en tierra firme con trajes de radiación cuando ven la cápsula de escape de Becca Franco de su nave espacial, Polaris. Ella dice que está «aquí para ayudar» y es invitada al interior del búnker una vez que la ven respirar el aire irradiado de la Tierra. Tristán es expuesto a la radiación y Becca secretamente le da suero de Sangre Nocturna, conocido solo por Callie. Cuando se abre la puerta de las habitaciones de Cadogan, Becca oye frecuencias ultrasónicas que provienen de la Piedra. Ella es capaz de detectar qué símbolos son los correctos al presionar escuchando los sonidos, cosa que le permite activar la Piedra de Anomalía y abrir un portal en las habitaciones de Cadogan. Bill está intrigado de inmediato, pero Becca sugiere que hagan ciencia para determinar si será habitable en el otro lado. Mientras tanto, ella quiere distribuir suero de Sangre Nocturna al búnker para que todos puedan vivir en el suelo, pero Cadogan se niega, queriendo continuar su reinado como su héroe. Más tarde, Callie encuentra a Becca trabajando en la Piedra. Becca ahora presiona los símbolos que estaban en silencio, permitiéndole activar la Piedra de una nueva manera. La Piedra levita más alto en el aire y resplandece blanco. Becca es absorbida por la Piedra y regresa, temblando, una vez que Cadogan ha entrado en la habitación. Ella afirma haber visto una especie de «día del juicio», que afirma sucederá si Cadogan sigue utilizando la Piedra, para el que aún no están listos, negándose a compartir con Cadogan el código que usó. Becca aboga por que se apague la Piedra, pero Cadogan la encarcela hasta que acepte compartir el código.
Callie visita a Becca y esta le dice que tendrá que recuperar la IA de su cuello y le da la frase en clave para removerla, «adiós por ahora» (en latín, «Quia nunc vale»). Becca le dice que busque un nuevo portador para la Llama que tenga una buena mente, un buen corazón y Sangre Nocturna, comenzando la tradición de los Comandantes. Becca llama a la IA «la Llama» y Callie se convierte esencialmente en la primera Protectora de la Llama (en inglés, Flamekeeper). Luego de descubrir del diario de Becca sobre la Llama y con la esperanza de obtener el código, Cadogan ordena que Becca sea arrastrada y quemada en la hoguera por Reese y varios miembros leales del culto, pero la Llama sobrevive. Callie pone lo suficiente del búnker de su lado, al ofrecerles Sangre Nocturna, para liderar una revuelta. Ella desafía a Reese a una pelea donde el ganador toma la Llama. Ella le dispara a su hermano en el hombro, agarra la Llama y le da a Reese el suero de Sangre Nocturna, diciéndole dónde encontrarla en el suelo. Ella y sus aliados se retiran a través de la escotilla en el búnker y pueden vivir en la superficie mientras su madre, que no tomó el suero, es desterrada por ayudarlos. Sin embargo, Grace se pone un traje de radiación. Callie enciende una fogata para atraer a otros sobrevivientes, para quienes tiene suficiente suero de Sangre Nocturna para 2 000 personas más. Reese y Tristán le prometen a Bill recuperar la Llama, y él conduce a los cultistas restantes del búnker, ahora llamándose a sí mismos los Discípulos, hacia Bardo a través de la Anomalía.

### En Bardo
Clarke le dice a Bill que Calliope todavía está viva en la Llama. Ella se niega a decirle a Cadogan cómo funciona la Llama hasta que pueda ver a sus amigos. Octavia, Diyoza y Echo salen de trajes de Discípulo detrás de Cadogan para asombro de Clarke.

## Producción

### Desarrollo
El 24 de octubre de 2019, se reveló que Jason Rothenberg estaba desarrollando una serie derivada para The CW y que tendría un piloto de puerta trasera en la temporada, la sinopsis dice: «Ambientada 97 años antes de los eventos de la serie original, comienza con el fin del mundo, un apocalipsis nuclear que borra a la mayoría de la población humana de la Tierra, y sigue a una banda de sobrevivientes en la tierra mientras aprenden a sobrellevar un mundo peligroso mientras luchan para crear una sociedad nueva y mejor a partir de las cenizas de lo que vino antes». En febrero de 2020 Rothenberg aclaró que la potencial serie no se llamaría Anaconda. En mayo de 2020, se informó que la serie seguía en consideración por The CW, estando «bastante viva»; y que Rothenberg se sentía «optimista» sobre su futuro, diciendo: «Espero que tengamos la oportunidad de continuar esa historia». No obstante, en noviembre de 2021, se anunció que The CW optó por no seguir adelante con la precuela.

### Escritura
Rothenberg dijo del episodio que «realmente influye enormemente en la trama de la temporada», agregando que: «Hay una gran historia que se desarrolla a medida que avanza la temporada, y luego llegamos a la precuela. Diría que esa historia explica y dramatiza en gran medida cómo llegamos aquí. Es crucial, eso seguro, y maravilloso».

### Casting
En el elenco principal regresan Eliza Taylor como Clarke Griffin, Marie Avgeropoulos como Octavia Blake, Lindsey Morgan como Raven Reyes, Tasya Teles como Echo, Shannon Kook como Jordan Green y Chuku Modu como Gabriel Santiago. Adicionalmente, Bob Morley como Bellamy Blake, Richard Harmon como John Murphy, JR Bourne como Sheidheda y Shelby Flannery como Hope Diyoza son acreditados pero no aparecen.
El 12 de febrero de 2020 se dio a conocer que Iola Evans, Adain Bradley y Leo Howard protagonizarían la serie derivada en caso de que el piloto de puerta trasera se recogiera para convertirse en serie; Evans en el papel de Callie, «inteligente y apasionada con una racha rebelde que ha pasado años ignorando las expectativas para luchar por las causas en las que cree, pero cuando el apocalipsis devasta el mundo por el que había estado trabajando tan duro para salvar ella debe encontrar un nuevo propósito y futuro para todo lo que queda de la humanidad»; Bradley como Reese, «un trabajador y testarudo que ha pasado toda una vida en una feroz competencia con su querida hermana, Callie; y Howard como August, «un músico rebelde y apasionado que es miembro de un grupo ambientalista radical dedicado a salvar el planeta por cualquier medio necesario. Después del apocalipsis, debe descubrir cómo continuar cuando todo por lo que había estado luchando se ha ido». Rothenberg afirmó de las actuaciones que «son geniales» y que «no puedo decir lo suficiente sobre este elenco».
Además de Evans, Bradley y Howard, el elenco invitado del episodio incluye a Craig Arnold como Tristán, un fiel cultista del Segundo Amanecer; Crystal Balint como Grace Gadogan, la madre de Callie y Reese; y Nicole Muñoz como Lucy, la amiga de Callie antes del apocalipsis. Adicionalmente, Erica Cerra como la Dra. Becca Franco, John Pyper-Ferguson como Bill Cadogan, Jarod Joseph como Nathan Miller, Ivana Miličević como Charmaine Diyoza, Jessica Harmon como Niylah y Neal McDonough como Anders repiten sus papeles de Los 100.

### Filmación
La filmación ocurrió en Vancouver (Columbia Británica, Canadá). A pesar de ser el octavo episodio, «Anaconda» fue el decimotercer episodio filmado en la temporada.

## Significado del título
En el episodio se revela que ‹Anaconda› es el código en clave del Segundo Amanecer para «los misiles están en el aire».

## Recepción

### Audiencia
Al emitirse, el episodio recibió 670 mil espectadores en Estados Unidos, y una audiencia de 200 mil espectadores entre adultos de 18 a 49 años.
Incluyendo la reproducción DVR, el episodio fue visto por 1,19 millones de espectadores en Estados Unidos.

### Recepción crítica
Selina Wilken, de Hypable, pensó que «Realmente parece que Los 100 fue solo el comienzo. Las posibilidades de nuevas historias en el marco de este mundo son infinitas. Esta serie derivada podría tomar las cosas que Los 100 hace mejor, la construcción de personajes y el mundo, y expandir la mitología ya rica y fascinante para contar una historia contemporánea y relatable sobre personas reales forzadas a situaciones imposibles y constantemente fallando, aprendiendo y creciendo. En mi opinión, elegir la precuela de Los 100 es una decisión obvia. Una historia sobre la lucha fracturada de la humanidad por sobrevivir en un mundo posapocalíptico nunca ha sido más relevante, especialmente contada con un elenco diverso y femenino». Yana Grebenyuk, de TV Fanatic, escribió: «El episodio de la precuela expuso lo que logró hacer, y lo hizo de una manera memorable. Existe el interés de a dónde irán estos personajes y cómo la historia de Los 100 se moldeará en su viaje. Como un episodio independiente, la precuela fue fuerte en la construcción de un nuevo mundo y, sin embargo, fue influenciada por lo que el público ha estado aprendiendo todo este tiempo». Amanda Reimer, de The Young Folks, declaró que «El episodio «Anaconda» nos muestra cómo podría ser este programa, y es muy similar a la premisa original de Los 100. Si bien me hubiera gustado ver más de cómo sería esta nueva serie, todavía hay valor en la historia y los conflictos que se presentan en el episodio».